# Constantin Pecqueur
Constantin Pecqueur (Arleux, 1801 – Taverny, 1887) è stato un economista francese, di idee socialiste, tenuto in gran considerazione ai suoi tempi.

## Biografia
Venne chiamato dalla Commissione lussemburghese su l'organizzazione del lavoro dopo la rivoluzione di febbraio. Viene considerato il padre del socialismo francese dei collettivisti ed i suoi trattati pre-rivoluzionari sull'economia politica influenzano Karl Marx.  
Queste sue idee hanno da fatto molta strada, citiamo tra altri: lo sfruttamento delle ferrovie da parte dello Stato, lo sviluppo dei trasporti pubblici, e l'arbitraggio a mezzo di organismi internazionali. I suoi lavori hanno influenzato Karl Marx all'epoca della stesura del suo libro Il capitale, nel quale Pecqueur è citato spesso attraverso le sue pubblicazioni.